# Herakles (radar)
Herakles je višenamjenski radar s pasivnim elektroničkim skeniranjem kojeg proizvodi Thales Group. Instaliran je na višenamjenskim fregatama FREMM i fregatama klase Formidable mornarice Republike Singapur.
Ima kapacitet praćenja od 400 zračnih i površinskih ciljeva i sposoban je postići automatsko otkrivanje cilja, potvrdu i inicijaciju praćenja u jednom skeniranju, dok istovremeno osigurava ažuriranje navođenja  MBDA Aster projektila lansiranih s broda.